# كاثي كار (سباحة)
كاثي كار (بالإنجليزية: Cathy Carr)‏ (27 مايو 1954 – ) هي سبّاحة، من الولايات المتحدة، مثّلت بلادها في الألعاب الأولمبية الصيفية 1972، وسباحة في الألعاب الأولمبية الصيفية 1972 – سيدات 100 متر صدر ‏، وسباحة في الألعاب الأولمبية الصيفية 1972 – سيدات 4 × 100 متر تتابع متنوع ‏.

## وصلات خارجية
- كاثي كار على موقع الاتحاد الدولي للسباحة (الإنجليزية)
- كاثي كار على موقع قاعة مشاهير السباحة العالمية (الإنجليزية)
- كاثي كار على موقع أوليمبيديا (الإنجليزية)
- كاثي كار على موقع قاعة نيو مكسيكو للمشاهير الرياضية (الإنجليزية)